# Malcolm Allison
Malcolm Alexander Allison (* 5. September 1927 in Dartford, Kent; † 15. Oktober 2010 in Trafford) war ein englischer Fußballspieler und -trainer. Der für eine außergewöhnliche Extravaganz – als „Big Mal“ bekannte – Allison war in rund drei Jahrzehnten seiner Trainerlaufbahn auch in der Türkei und erfolgreich in Portugal aktiv. Seine größten Triumphe konnte er als einflussreicher Trainerassistent von Joe Mercer in der zweiten Hälfte der 1960er Jahre bei dem Klub Manchester City feiern. Er gilt als eine der schillerndsten Figuren im englischen Fußball und nutzte in einem damals noch ungewöhnlichen Maße die heimischen Medien zum Zwecke der Selbstdarstellung.

## Spielerlaufbahn
Allison kam während seiner Spielerkarriere zu nur sehr bescheidenen Erfolgen. Nach dem Ende des Zweiten Weltkrieges war er zunächst beim Londoner Verein Charlton Athletic beschäftigt, kam als Mittelläufer, aber erst in den 1950er Jahren bei West Ham United in der zweitklassigen Second Division richtig zum Zuge.
Als Allison 1958 – im Alter von nur 30 Jahren – an einer schweren Tuberkulose erkrankte und ihm ein Lungenflügel entfernt werden musste, beendete er seine Profilaufbahn vorzeitig. Das Erbe auf seiner ehemaligen Position trat Bobby Moore an, der im Jahre 1966 England als Mannschaftskapitän zum Gewinn der Fußball-Weltmeisterschaft im eigenen Land führen sollte. Zuvor hatte sich Allison als dessen Förderer und Mentor hervorgetan. Allison spielte in der Folge noch in der Southern League, zunächst beim FC Romford und anschließend noch kurzzeitig bei Bath City in der Grafschaft Somerset.

## Trainerlaufbahn

### Erste Versuche im niederklassigen Fußball
Zum 1. April 1963 übernahm Allison den Trainerposten bei Bath City  an. Er führte bei Bath City ein Spielsystem mit Libero ein und belegte mit der Mannschaft nach der Verpflichtung von zahlreichen Kaderverstärkungen den dritten Platz in der Saison 1963/64, wobei das Team lange Zeit um den Titel mitspielte. Ein weiterer großer Erfolg war das Erreichen der dritten Runde des FA Cups, in dem City dem Erstligisten Bolton Wanderers gegenüberstand und diesem ein 1:1 abtrotzte (das Wiederholungsspiel verlor der Klub dann mit 0:3). Zwei Wochen vor Ende der Saison 1963/64 verließ Allison seine erste Trainerstation in Richtung des Zweitligisten Plymouth Argyle und wurde von dem früheren walisischen Nationalspieler Ivor Powell beerbt.
In Plymouth kam er zu einer sehr erfolgreichen Saison 1964/65. Er baute in die Mannschaft zahlreiche junge Spielern ein, schulte sie vor allem in taktischer Hinsicht und zog ins Halbfinale des Ligapokals ein. Trotzdem wurde er noch vor Ende der Spielzeit entlassen, nachdem er sich mit einigen Vereinsfunktionären überworfen hatte.

### Manchester City
Es folgte die wohl erfolgreichste Phase in Allisons Trainerlaufbahn. In dieser Zeit war er jedoch nicht als Cheftrainer angestellt, sondern assistierte zwischen 1965 und 1972 Joe Mercer als Kotrainer bei Manchester City. Diese Ära ist bis heute die wohl erfolgreichste Zeit des Vereins. In sie fallen der Gewinn der englischen Meisterschaft in der Saison 1967/68, der FA-Cup-Sieg im Jahre 1969 und im daran anschließenden Jahr der Gewinn des Ligapokals und des Europapokals der Pokalsieger. Allison betreute dabei ein Team, in dessen Reihen Spieler wie Colin Bell, Mike Summerbee und Francis Lee standen, und war maßgeblich für die Entwicklung des neuen Offensivstils verantwortlich. Allisons Methoden in der Trainingslehre erschienen zu dieser Zeit revolutionär und wegweisend, was sich auch darin äußerte, dass er Schwerpunkte auf die Ernährungsweise legte und mit einem speziell eingestellten Fitnesstrainer arbeitete. Nicht selten eröffnete Allison ein verbales Duell mit dem Gegner oder machte vor Saisonbeginn vollmundige Prognosen. Dabei äußerte er beispielsweise vor der Teilnahme am Europapokal der Landesmeister 1968/69, dass die Mannschaft nun den Fußball „bis zum Mond tragen“ werde („We will take football to the moon“), worauf jedoch die Erstrundenniederlage gegen Fenerbahçe Istanbul im Herbst 1968 folgte.
Als Mercer den Verein in Richtung Coventry City verließ, übernahm Allison das Cheftraineramt. In seiner ersten Saison in eigenständiger Verantwortung für den Verein konnte er auf Anhieb fast die Meisterschaft gewinnen, bis eine Reihe von verlorenen Schlüsselspielen dafür sorgte, dass Manchester City noch auf den vierten Platz zurückfiel. Im zweiten Jahr seiner hauptamtlichen Trainertätigkeit verstand es Allison nicht, die Mannschaft im oberen Tabellenbereich zu etablieren. Vor allem die Verpflichtung des extrovertierten Rodney Marsh sorgte dafür, dass die Mannschaft an Stabilität verlor und am Ende nur der elfte Platz erreicht wurde. Noch vor Saisonende wechselte Allison zu dem Verein Crystal Palace.
Als Allison 1980 zu Manchester City zurückkehrte, sollte die nun zweite Amtszeit den Triumph früherer Kotrainer-Tage nicht wiederholen können. Dabei verkaufte er zunächst Publikumslieblinge wie Peter Barnes und Gary Owen und ersetzte diese durch weitestgehend unbekannte Spieler wie Michael Robinson und den völlig überteuert eingekauften Steve Daley, dessen 1,43-Millionen-Pfund-Wechsel sogar die bisherige britische Transferrekordsumme sprengte. Er hinterließ damit einen großen Schuldenberg und leitete so – bis zu seiner Demission im Januar 1980 nach einer Pokalniederlage in der dritten Runde beim niederklassigen Halifax Town – den Niedergang des Vereins ein, der bis 1998 andauern sollte.

### Crystal Palace
Am 31. März 1973 wechselte Allison erstmals zu Crystal Palace. Die verbleibenden Saisonspiele waren zunächst nicht erfolgreich und nach fünf Niederlagen in den letzten sieben Partien stieg der Verein aus der ersten Liga ab. Die anschließende Saison 1973/74 verlief sogar noch enttäuschender und endete im abermaligen Abstieg. Allison baute die Mannschaft daraufhin vollständig um, verärgerte dabei aber häufig selbst den eigenen Anhang, da er altgediente Spieler – wie den Torhüter John Jackson – aussortierte. Sein übergroßes Selbstbewusstsein, das ihn wie eine Aura umgab, wirkte in der dritten Liga häufig etwas fehlplatziert. Obwohl allein seine Präsenz die Erwartungen der eigenen Anhänger steigen ließ, waren aber vor allem auch die Gegner sehr motiviert, dem „großen Trainer“ eine Niederlage beizubringen.
Den Schwierigkeiten im Ligaalltag standen Erfolge im FA Cup entgegen. Dort zog Allison mit seiner drittklassigen Mannschaft im Jahre 1976 überraschend in das FA-Cup-Halbfinale ein. Nach Auswärtssiegen bei den Erstligisten Leeds United, FC Chelsea und dem AFC Sunderland unterlag Crystal Palace an der Stamford Bridge gegen den FC Southampton. Während dieses Pokalwettbewerbs trug Allison ein außergewöhnliches Erscheinungsbild in die Öffentlichkeit und benutzte als Glücksbringer stets seinen Fedora-Filzhut und einen ausladenden Mantel aus Schafswolle und posierte mit großen Zigarren.
Im Mai 1976 – kurz nach der Halbfinalniederlage – wurde Allison entlassen. Zuvor hatte er in einer öffentlichkeitswirksamen Aktion das ehemalige Playboy-Modell Fiona Richmond zum Mannschaftstraining eingeladen, was sich durch die Anwesenheit eines Kameramanns der News of the World gleichzeitig zu einem Fotoshooting entwickelte und in einem gemeinsamen Bad mit den Spielern endete. Die Vorkommnisse führten insgesamt dazu, dass ihn der Fußballverband FA bestrafte („for bringing the game into disrepute“, sprich dafür, dass er den Fußball in „Verruf“ brachte) und Allison somit auch für die Vereinsführung von Crystal Palace nicht mehr tragbar erschien.
Später sollte er in der Saison 1980/81 zu dem Klub zurückkehren, der mittlerweile wieder erstklassig spielte. In den zwei Monaten dort konnte er jedoch auch nicht mehr verhindern, dass der Verein mit deutlichem Abstand als Tabellenletzter den Klassenerhalt verfehlte.

### Allison als „Wandervogel“
Nach seiner ersten Entlassung bei Crystal Palace wurde die Aufenthaltsdauer bei Allisons künftigen Trainertätigkeiten immer kürzer. Zunächst schloss er sich 1976 dem türkischen Verein Galatasaray Istanbul an, der bereits in den Jahren zuvor und speziell seit Beginn der 1970er Jahre eine gewisse Tradition pflegte, englische Trainer zu beschäftigen.
Er folgte dann 1978 dem Ruf der nordamerikanischen Profiliga NASL, wo er für die Betreuung der Memphis Rogues vorgesehen war. Dieses Engagement sollte jedoch nur kurz andauern und nachdem es ihm nicht gelang, eine ausreichende Anzahl von Spielern zur Mannschaftsverstärkung zu verpflichten, wurde er von der Vereinsführung wieder entlassen und durch Eddie McCreadie – einen ehemaligen Spieler des FC Chelsea – ersetzt.
Allison kehrte im gleichen Jahr nach England zu Plymouth Argyle – seiner ersten Profitrainerstation – zurück, der in der dritten Liga um den Klassenerhalt spielte. Dort versprach man sich mit dem Erfolgstrainer eine Rückkehr zu besseren Zeiten. Im Januar 1979 verließ er den Verein jedoch wieder und schloss sich später für eine weitere Amtszeit wieder seinem alten Verein Manchester City an.
Deutlich erfolgreicher war die Saison 1981/82 für Allison. Nachdem er bereits zum zweiten Male Manchester City verlassen hatte, war Allison nun in Portugal bei Sporting Lissabon beschäftigt und gewann dort das heimische Double aus Pokal und Meisterschaft.
Drei Monate nach seinem Versprechen, niemals wieder auf die Trainerbank zurückkehren zu wollen, unterschrieb er im Oktober 1982 einen Zweijahresvertrag beim FC Middlesbrough, der gerade in die zweite Liga abgestiegen war. Der Klassenerhalt konnte dort zwar unter Allison zunächst erreicht werden, aber die finanzielle Lage des Vereins verschlechterte sich fortan stetig, was die Verpflichtung neuer Spieler unmöglich machte. Als die Vereinsführung Allison zu weiteren Spielerverkäufen drängte, entgegnete er in einer öffentlichen Stellungnahme, dass „der Klub lieber sterben als dahinsiechen solle“. Am 28. März 1984 wurde Allison entlassen. Spektakulär war zuvor sein Vorschlag, die Heimspiele auf orange eingefärbtem Kunstrasen austragen zu wollen, nachdem er dazu während seiner Zeit in den Vereinigten Staaten inspiriert worden war. Diese Idee stieß jedoch auf keine positive Resonanz.
Bei seiner letzten Trainerstation betreute er zwischen 1992 und 1993 den englischen Zweitligisten Bristol Rovers. Dort führte er ein taktisches Konzept ein, das er „Whirl“ (deutsch: „Wirbel“) nannte und das alle Spieler damit einbezog, situationsbedingt die Spielpositionen zu tauschen. Am Ende der Saison stieg der Verein jedoch als Tabellenletzter in die Drittklassigkeit ab.

## Nach dem Fußball
Allison zog sich auf einen Teilzeit-Ruhestand zurück und kommentierte bis zum Ende der 1990er Jahre als Experte Fußballspiele im Radio. Nachdem er jedoch während einer Livereportage des Radiosenders Century FM verbal ausfällig geworden war, entließ ihn die Radioanstalt.
Zum Jahreswechsel 2001/02 wurde bekannt, dass der mittlerweile 74-jährige Allison – wie zuvor auch Mercer – an der Alzheimer-Krankheit erkrankt und mittlerweile in einer Klinik in Altrincham, nur etwas mehr als zehn Kilometer von seiner alten Erfolgswirkungsstätte in Manchester entfernt, untergebracht wurde. Am 15. Oktober 2010 verstarb Allison im Alter von 83 Jahren.

## Statistische Daten

### Erfolge als Trainer
- Portugiesischer Meister: 1982
- Portugiesischer Pokalsieger: 1982
- Europapokalsieger der Pokalsieger: 1970 (als Co-Trainer)
- Englischer Meister: 1968 (als Kotrainer)
- FA-Cup-Sieger: 1969 (als Kotrainer)
- Englischer Ligapokalsieger: 1970 (als Co-Trainer)